# Nederlands landskampioenschap voetbal 1955/56
Het Nederlands landskampioenschap voetbal van het seizoen 1955/56 werd beslist via de kampioenscompetitie met Rapid JC als winnaar. Het was het tweede seizoen van het betaald voetbal in Nederland en de laatste editie van een kampioenscompetitie voor de oprichting van de Eredivisie met het 1e seizoen 1956/1957.
De kampioen van de Hoofdklasse A Sparta en de nummer 2 NAC en ook de kampioen van B met Elinkwijk en de nummer 2 Rapid JC maakten in deze kampioenscompetitie uit wie zich kampioen van het Nederlandse betaalde voetbal mocht noemen. Rapid JC bleek uiteindelijk de sterkste en mocht zich voor het eerst in haar bestaan landskampioen noemen van het (officiële) betaald voetbal in Nederland.

## Bijzondere gebeurtenis
In de Hoofdklasse B was Elinkwijk bovenaan geëindigd, en Rapid JC en Sportclub Enschede deelden de tweede plaats. Rapid en Enschede speelden een beslissingswedstrijd om uit te maken wie in de kampioenscompetitie mocht meespelen. In die wedstrijd stond het na 90 minuten 4–3 voor Rapid. Nadat de wedstrijd was afgefloten, meldde de grensrechter dat een speler van Rapid hands zou hebben gemaakt, en de scheidsrechter kende Enschede alsnog een penalty toe. Deze werd benut, en in de verlenging maakte Enschede de 4–5.
Rapid protesteerde tegen de uitslag, en voor de commissie van de KNVB verklaarde de grensrechter dat hij niet zeker wist of het hands was of niet, en het protest van Rapid werd gehonoreerd zodat Rapid naar de kampioenscompetitie ging. Ook in diezelfde poule moesten DFC en GVAV strijden om de negende plaats, nadat ze op een gelijk puntenaantal uit waren gekomen en plaats negen recht geeft op deelname aan de Eredivisie komend seizoen. In Alkmaar wonnen de Groningers met 4–3 van de Dordtenaren.

## Hoofdklasse A

### Deelnemende teams
| Club         | Plaats     | Accommodatie        | Capaciteit | Trainer             |
| ------------ | ---------- | ------------------- | ---------- | ------------------- |
| ADO          | Den Haag   | Zuiderparkstadion   | 25.000     | Rinus Loof          |
| Ajax         | Amsterdam  | De Meer             | 29.500     | Karl Humenberger    |
| Amsterdam    | Amsterdam  | Olympisch Stadion   | 65.000     | Adriaan Koonings    |
| DOS          | Utrecht    | Stadion Galgenwaard | 17.000     | Louis Pastoor       |
| EBOH         | Dordrecht  | Straatweg           | 12.000     | Richard Dombi       |
| Eindhoven    | Eindhoven  | Aalsterweg          | 27.000     | Wim Groenendijk     |
| Excelsior    | Rotterdam  | Woudestein          | 11.000     | Rinus Smits         |
| Fortuna '54  | Geleen     | Mauritsstadion      | 27.000     | Friedrich Donenfeld |
| HVC          | Amersfoort | Birkhoven           | 10.000     | Bas Paauwe          |
| Limburgia    | Brunssum   | Venweg              | 15.500     | Branco Vidovic      |
| NAC          | Breda      | Beatrixstraat       | 20.000     | Jan Blom            |
| NOAD         | Tilburg    | Industriestraat     | 15.000     | Jan Bijl            |
| Rigtersbleek | Enschede   | Heekstraat          | 12.000     | Ernie Robinson      |
| Roda Sport   | Kerkrade   | Jonkerbergstraat    | 10.000     | Cor Sluijk          |
| Sparta       | Rotterdam  | Het Kasteel         | 20.000     | Denis Neville       |
| Stormvogels  | IJmuiden   | Schoonenberg        | 18.000     | Arie Rentenaar      |
| Vitesse      | Arnhem     | Nieuw-Monnikenhuize | 18.000     | Joseph Gruber       |
| VVV          | Venlo      | De Kraal            | 18.000     | Ferdi Silz          |

### Eindstand
| pos | club         | gs | w  | g  | v  | pnt | dv | dt | ds  |
| --- | ------------ | -- | -- | -- | -- | --- | -- | -- | --- |
| 1.  | Sparta       | 34 | 18 | 10 | 6  | 46  | 60 | 38 | 22  |
| 2.  | NAC          | 34 | 20 | 5  | 9  | 45  | 58 | 40 | 18  |
| 3.  | Fortuna '54  | 34 | 16 | 12 | 6  | 44  | 66 | 34 | 32  |
| 4.  | Ajax         | 34 | 17 | 8  | 9  | 42  | 64 | 44 | 20  |
| 5.  | DOS          | 34 | 16 | 8  | 10 | 40  | 91 | 68 | 23  |
| 5.  | VVV          | 34 | 16 | 8  | 10 | 40  | 55 | 34 | 21  |
| 7.  | Eindhoven    | 34 | 13 | 12 | 9  | 38  | 57 | 46 | 11  |
| 8.  | Amsterdam    | 34 | 14 | 9  | 11 | 37  | 58 | 43 | 15  |
| 9.  | NOAD         | 34 | 13 | 10 | 11 | 36  | 55 | 55 | 0   |
| 10. | Limburgia    | 34 | 12 | 11 | 11 | 35  | 56 | 56 | 0   |
| 11. | Excelsior    | 34 | 12 | 10 | 12 | 34  | 53 | 61 | -8  |
| 12. | ADO          | 34 | 12 | 8  | 14 | 32  | 59 | 62 | -3  |
| 12. | Stormvogels  | 34 | 10 | 12 | 12 | 32  | 60 | 66 | -6  |
| 14. | Roda Sport   | 34 | 8  | 9  | 17 | 25  | 63 | 81 | -18 |
| 15. | Vitesse      | 34 | 8  | 8  | 18 | 24  | 48 | 67 | -19 |
| 15. | HVC          | 34 | 6  | 12 | 16 | 24  | 45 | 71 | -26 |
| 17. | Rigtersbleek | 34 | 8  | 4  | 22 | 20  | 44 | 86 | -42 |
| 18. | EBOH         | 34 | 3  | 12 | 19 | 18  | 40 | 80 | -40 |

Omdat alleen de punten van belang waren, eindigden VVV en DOS op de gedeelde vijfde plaats,

ADO en Stormvogels op de gedeelde twaalfde plaats en Vitesse en HVC op de gedeelde vijftiende plaats.

### Legenda
| Kleur | Kwalificatie voor                                    |
| ----- | ---------------------------------------------------- |
|       | Kampioenscompetitie                                  |
|       | Geplaatst voor de Eredivisie                         |
|       | Nacompetitie tegen degradatie naar de Eerste divisie |
|       | Degradatie naar de Eerste divisie                    |

### Uitslagen
|              | ADO   | AJA   | AMS   | DOS   | EBO   | EIN   | EXC   | F54   | HVC   | LIM   | NAC   | NOA   | RIG   | RSP   | SPA   | STO   | VIT   | VVV   |
| ------------ | ----- | ----- | ----- | ----- | ----- | ----- | ----- | ----- | ----- | ----- | ----- | ----- | ----- | ----- | ----- | ----- | ----- | ----- |
| ADO          |       | 1 – 4 | 1 – 2 | 5 – 3 | 5 – 2 | 2 – 1 | 3 – 0 | 0 – 2 | 1 – 1 | 5 – 2 | 0 – 1 | 2 – 0 | 3 – 1 | 1 – 1 | 1 – 2 | 2 – 2 | 2 – 1 | 0 – 0 |
| Ajax         | 2 – 1 |       | 1 – 1 | 6 – 3 | 2 – 2 | 4 – 1 | 4 – 0 | 1 – 4 | 2 – 3 | 0 – 1 | 0 – 2 | 0 – 0 | 1 – 1 | 2 – 0 | 1 – 1 | 2 – 0 | 2 – 0 | 1 – 3 |
| Amsterdam    | 3 – 5 | 1 – 0 |       | 3 – 1 | 4 – 0 | 1 – 1 | 1 – 2 | 0 – 5 | 2 – 1 | 4 – 2 | 0 – 0 | 0 – 0 | 6 – 0 | 4 – 1 | 1 – 2 | 0 – 1 | 0 – 1 | 1 – 0 |
| DOS          | 2 – 1 | 3 – 0 | 3 – 3 |       | 6 – 1 | 2 – 2 | 4 – 3 | 0 – 0 | 5 – 2 | 2 – 0 | 0 – 2 | 7 – 3 | 6 – 3 | 5 – 2 | 0 – 2 | 4 – 2 | 3 – 1 | 1 – 0 |
| EBOH         | 2 – 2 | 1 – 2 | 0 – 1 | 2 – 4 |       | 0 – 1 | 0 – 1 | 1 – 6 | 1 – 5 | 1 – 1 | 1 – 3 | 1 – 1 | 3 – 2 | 2 – 2 | 1 – 5 | 5 – 1 | 0 – 0 | 3 – 0 |
| Eindhoven    | 3 – 1 | 2 – 3 | 3 – 2 | 4 – 2 | 1 – 1 |       | 1 – 1 | 0 – 0 | 6 – 1 | 0 – 0 | 8 – 2 | 1 – 1 | 2 – 0 | 0 – 3 | 1 – 0 | 2 – 2 | 5 – 3 | 0 – 1 |
| Excelsior    | 3 – 2 | 4 – 6 | 0 – 0 | 0 – 0 | 1 – 0 | 1 – 2 |       | 2 – 3 | 4 – 1 | 0 – 1 | 1 – 0 | 2 – 1 | 1 – 1 | 3 – 3 | 0 – 2 | 2 – 3 | 5 – 3 | 2 – 1 |
| Fortuna '54  | 0 – 1 | 1 – 2 | 0 – 3 | 3 – 3 | 1 – 1 | 1 – 1 | 5 – 1 |       | 0 – 0 | 2 – 0 | 0 – 1 | 1 – 1 | 4 – 1 | 2 – 2 | 3 – 1 | 1 – 0 | 1 – 0 | 2 – 3 |
| HVC          | 3 – 2 | 0 – 6 | 1 – 1 | 1 – 1 | 2 – 2 | 0 – 1 | 1 – 3 | 0 – 0 |       | 2 – 2 | 4 – 1 | 2 – 2 | 1 – 2 | 2 – 0 | 0 – 1 | 2 – 2 | 1 – 1 | 0 – 2 |
| Limburgia    | 2 – 2 | 0 – 0 | 1 – 1 | 1 – 4 | 2 – 2 | 3 – 3 | 0 – 0 | 0 – 0 | 4 – 1 |       | 1 – 2 | 2 – 1 | 4 – 0 | 2 – 1 | 5 – 3 | 4 – 2 | 4 – 1 | 2 – 1 |
| NAC          | 1 – 1 | 0 – 1 | 1 – 0 | 3 – 2 | 2 – 0 | 1 – 0 | 2 – 1 | 1 – 1 | 3 – 1 | 2 – 0 |       | 0 – 1 | 3 – 0 | 2 – 2 | 1 – 0 | 5 – 1 | 3 – 1 | 3 – 1 |
| NOAD         | 5 – 1 | 1 – 2 | 1 – 4 | 2 – 1 | 3 – 1 | 2 – 0 | 3 – 0 | 0 – 1 | 3 – 0 | 1 – 2 | 3 – 1 |       | 3 – 0 | 3 – 1 | 0 – 0 | 2 – 3 | 2 – 2 | 0 – 6 |
| Rigtersbleek | 1 – 0 | 0 – 1 | 3 – 2 | 0 – 6 | 5 – 0 | 1 – 2 | 0 – 0 | 1 – 3 | 5 – 2 | 2 – 4 | 3 – 1 | 0 – 1 |       | 0 – 2 | 0 – 3 | 1 – 1 | 1 – 0 | 1 – 2 |
| Roda Sport   | 4 – 1 | 1 – 2 | 2 – 1 | 2 – 2 | 2 – 2 | 2 – 0 | 3 – 4 | 2 – 3 | 1 – 3 | 2 – 2 | 1 – 5 | 1 – 2 | 2 – 4 |       | 3 – 2 | 2 – 2 | 4 – 2 | 2 – 1 |
| Sparta       | 1 – 1 | 1 – 0 | 1 – 4 | 4 – 1 | 1 – 0 | 1 – 1 | 2 – 2 | 2 – 1 | 0 – 0 | 1 – 0 | 3 – 2 | 3 – 3 | 5 – 0 | 2 – 1 |       | 2 – 1 | 3 – 1 | 0 – 0 |
| Stormvogels  | 3 – 0 | 2 – 2 | 0 – 1 | 2 – 2 | 3 – 1 | 1 – 1 | 0 – 0 | 1 – 5 | 1 – 1 | 3 – 2 | 0 – 2 | 1 – 2 | 6 – 2 | 6 – 2 | 1 – 1 |       | 3 – 1 | 2 – 2 |
| Vitesse      | 2 – 3 | 2 – 2 | 3 – 1 | 0 – 1 | 1 – 1 | 0 – 1 | 0 – 1 | 0 – 3 | 2 – 1 | 4 – 0 | 2 – 0 | 2 – 2 | 2 – 1 | 4 – 3 | 2 – 2 | 3 – 1 |       | 0 – 0 |
| VVV          | 0 – 1 | 1 – 0 | 0 – 0 | 3 – 2 | 2 – 0 | 1 – 0 | 3 – 3 | 2 – 2 | 2 – 0 | 1 – 0 | 0 – 0 | 5 – 0 | 4 – 2 | 3 – 1 | 0 – 1 | 0 – 1 | 5 – 1 |       |

### Topscorers
| #  | Naam                 | Club        | Goal |
| -- | -------------------- | ----------- | ---- |
| 1. | Dirk Lammers         | DOS         | 29   |
| 2. | Tonny van der Linden | DOS         | 28   |
| 3. | Leo Canjels          | NAC         | 22   |
| 4. | Lex Rijnvis          | ADO         | 21   |
| 5. | Wout Heinen          | HVC         | 20   |
| 6. | Toon de Boer         | Stormvogels | 19   |
| 6. | Peet Geel            | Amsterdam   | 19   |
| 6. | Frans Rutten         | Roda Sport  | 19   |
| 9. | Henk Angenent        | Fortuna '54 | 16   |
| 9. | Nol Braams           | Excelsior   | 16   |
| 9. | Loek den Edel        | Ajax        | 16   |
| 9. | Coy Koopal           | VVV         | 16   |
| 9. | Piet van der Kuil    | Ajax        | 16   |
| 9. | Louis Overbeeke      | NAC         | 16   |

## Hoofdklasse B

### Deelnemende teams
| Club            | Plaats           | Accommodatie           | Capaciteit | Trainer            |
| --------------- | ---------------- | ---------------------- | ---------- | ------------------ |
| Alkmaar '54     | Alkmaar          | Alkmaarderhout         | 20.000     | Gerrit van Wijhe   |
| BVV             | 's-Hertogenbosch | De Vliert              | 30.000     | Charles Jackson    |
| D.F.C.          | Dordrecht        | Krommedijk             | 12.000     | Elek Schwartz      |
| EDO             | Haarlem          | Noordersportpark       | 10.000     | Piet Kluit         |
| Elinkwijk       | Utrecht          | Amsterdamsestraatweg   | 13.000     | Gilbert Richmond   |
| Emma            | Dordrecht        | Reeweg                 | 12.000     | Bob Janse          |
| SC Enschede     | Enschede         | Heekpark               | 12.000     | Jaap van der Leck  |
| Feijenoord      | Rotterdam        | Stadion Feijenoord     | 65.000     | Richard Kohn       |
| De Graafschap   | Doetinchem       | De Vijverberg          | 13.000     | Jan Poulus         |
| GVAV            | Groningen        | Oosterpark             | 15.000     | Otto Bonsema       |
| MVV             | Maastricht       | De Boschpoort          | 18.000     | Viktor Havlicek    |
| PSV             | Eindhoven        | Philips Stadion        | 17.500     | Huub de Leeuw      |
| Rapid JC        | Kerkrade         | Kaalheide              | 20.000     | Ludwig Veg         |
| SHS             | Scheveningen     | Houtrust               | 25.000     | Vilmos Halpern     |
| Sittardia       | Sittard          | Sittardia-terrein      | 17.000     | Frans Debruijn     |
| SVV             | Schiedam         | Frankelandsedijk       | 15.000     | Arie de Bruijn     |
| De Volewijckers | Amsterdam        | Mosveld                | 13.000     | Joop de Busser     |
| Willem II       | Tilburg          | Gemeentelijk Sportpark | 25.000     | František Fadrhonc |

### Eindstand
| pos | club            | gs | w  | g  | v  | pnt | PA | dv | dt  | ds  |
| --- | --------------- | -- | -- | -- | -- | --- | -- | -- | --- | --- |
| 1.  | Elinkwijk       | 34 | 22 | 6  | 6  | 50  |    | 79 | 36  | 43  |
| 2.  | Rapid JC¹       | 34 | 20 | 8  | 6  | 48  |    | 90 | 46  | 44  |
| 2.  | SC Enschede¹    | 34 | 21 | 6  | 7  | 48  |    | 91 | 56  | 35  |
| 4.  | PSV             | 34 | 22 | 3  | 9  | 47  |    | 96 | 55  | 41  |
| 5.  | Feijenoord      | 34 | 17 | 7  | 10 | 41  |    | 93 | 62  | 31  |
| 6.  | BVV             | 34 | 17 | 5  | 12 | 39  |    | 67 | 45  | 22  |
| 6.  | Willem II       | 34 | 17 | 5  | 12 | 39  |    | 64 | 53  | 11  |
| 8.  | MVV             | 34 | 16 | 6  | 12 | 38  |    | 68 | 47  | 21  |
| 9.  | GVAV²           | 34 | 15 | 7  | 12 | 37  |    | 68 | 64  | 4   |
| 9.  | D.F.C.²         | 34 | 15 | 7  | 12 | 37  |    | 69 | 61  | 8   |
| 11. | Alkmaar '54     | 34 | 13 | 7  | 14 | 33  |    | 47 | 55  | -8  |
| 11. | Sittardia       | 34 | 12 | 9  | 13 | 33  |    | 63 | 77  | -14 |
| 13. | De Graafschap   | 34 | 8  | 11 | 15 | 27  |    | 47 | 72  | -25 |
| 14. | SHS             | 34 | 11 | 5  | 18 | 25  | -2 | 58 | 75  | -17 |
| 15. | SVV             | 34 | 9  | 6  | 19 | 24  |    | 57 | 69  | -12 |
| 16. | EDO             | 34 | 9  | 4  | 21 | 22  |    | 37 | 66  | -29 |
| 17. | De Volewijckers | 34 | 5  | 3  | 26 | 13  |    | 49 | 126 | -77 |
| 18. | Emma            | 34 | 2  | 5  | 27 | 9   |    | 28 | 105 | -77 |

SHS twee punten in mindering als straf voor het staken van SHS-Elinkwijk.

Omdat alleen de punten van belang waren, eindigden Rapid JC en Enschede op de gedeelde tweede plaats, BVV en Willem II op de gedeelde 6e plaats, DFC en GVAV op de gedeelde 9e plaats en Alkmaar en Sittardia op de gedeelde 11e plaats.

De tweede plaats gaf recht op deelname aan de kampioenscompetitie, dus speelden Rapid JC en Enschede een beslissingswedstrijd.

De negende plaats gaf recht op de nacompetitie voor deelname aan de eredivisie in het volgende seizoen, dus speelden DFC en GVAV een beslissingswedstrijd.

##### Beslissingswedstrijden
¹ Om deelname aan de kampioenscompetitie speelden Rapid JC en SC Enschede (beide 48 punten behaald) een play-off wedstrijd. De wedstrijd die gespeeld werd in het Goffertstadion eindigde in 4–3 in het voordeel van de Kerkradenaren.
| Datum + plaats                                                                         | Wedstrijd              | Uitslag       | Scoreverloop |
| -------------------------------------------------------------------------------------- | ---------------------- | ------------- | --- |
| 17 juni 1956, Nijmegen, Goffertstadion 30.000 toeschouwers Scheidsrechter: Piet Roomer | Rapid JC – SC Enschede | 4 – 3 (1 – 0) | 41' Huub Janssen 1–0, 58' Hub Bisschops 2–0, 63' Wiel Coerver (pen.) 3–0, 67' Abe Lenstra 3-1, 70' Wiel Coerver (pen.) 4–1, 71' Abe Lenstra 4–2, 82' Gerrit Moddejonge 4–3 |

² Om deelname aan de nacompetitie voor een plek in de eredivisie volgend seizoen speelden GVAV en DFC (beide 37 punten behaald) een play-off wedstrijd. De wedstrijd die gespeeld werd in de Alkmaarderhout eindigde in 4–3 in het voordeel van de Groningers.
| Datum + plaats                                                                           | Wedstrijd     | Uitslag                   | Scoreverloop |
| ---------------------------------------------------------------------------------------- | ------------- | ------------------------- | --- |
| 17 juni 1956, Alkmaar, Alkmaarderhout 13.000 toeschouwers Scheidsrechter: Jan Bronkhorst | GVAV – D.F.C. | 4 – 3 (3 – 3, 1 – 1) n.v. | 15' Rikkert La Crois 1–0, 39' Koos Schaap 1–1, 54' Piet de Koe 2–1, 55' Koos Schaap (pen.) 2–2, 64' Piet van Es 2–3, 70' Alie Kruger 3–3, 91' John de Grooth 4–3 |

### Legenda
| Kleur | Kwalificatie voor                                    |
| ----- | ---------------------------------------------------- |
|       | Kampioenscompetitie                                  |
|       | Geplaatst voor de Eredivisie                         |
|       | Nacompetitie tegen degradatie naar de Eerste divisie |
|       | Degradatie naar de Eerste divisie                    |

### Uitslagen
|                 | ALK   | BVV   | DFC   | EDO   | ELI   | EMA   | ENS   | FEY   | GRA   | GVA   | MVV   | PSV   | RAP   | SHS   | SIT   | SVV   | VWK    | WIL   |
| --------------- | ----- | ----- | ----- | ----- | ----- | ----- | ----- | ----- | ----- | ----- | ----- | ----- | ----- | ----- | ----- | ----- | ------ | ----- |
| Alkmaar '54     |       | 0 – 2 | 0 – 0 | 1 – 2 | 2 – 0 | 2 – 0 | 0 – 1 | 2 – 3 | 2 – 1 | 1 – 1 | 3 – 1 | 3 – 2 | 2 – 2 | 3 – 2 | 1 – 1 | 2 – 0 | 1 – 0  | 1 – 0 |
| BVV             | 4 – 1 |       | 1 – 1 | 2 – 1 | 1 – 2 | 3 – 1 | 0 – 2 | 0 – 0 | 4 – 2 | 0 – 1 | 1 – 1 | 2 – 3 | 1 – 2 | 0 – 2 | 1 – 0 | 3 – 2 | 4 – 2  | 1 – 2 |
| D.F.C.          | 2 – 3 | 2 – 1 |       | 3 – 1 | 1 – 2 | 2 – 2 | 1 – 7 | 0 – 0 | 3 – 1 | 2 – 1 | 2 – 1 | 3 – 1 | 0 – 2 | 4 – 1 | 0 – 0 | 3 – 1 | 6 – 1  | 0 – 3 |
| EDO             | 2 – 1 | 0 – 4 | 2 – 3 |       | 0 – 0 | 1 – 0 | 0 – 3 | 1 – 2 | 1 – 2 | 1 – 2 | 1 – 0 | 1 – 3 | 1 – 1 | 1 – 0 | 1 – 3 | 4 – 1 | 1 – 2  | 0 – 1 |
| Elinkwijk       | 2 – 1 | 1 – 1 | 3 – 1 | 3 – 1 |       | 6 – 0 | 0 – 0 | 4 – 1 | 1 – 1 | 4 – 0 | 2 – 0 | 3 – 0 | 2 – 0 | 6 – 1 | 3 – 0 | 2 – 1 | 5 – 1  | 3 – 1 |
| Emma            | 1 – 1 | 1 – 3 | 1 – 7 | 0 – 1 | 1 – 5 |       | 1 – 2 | 0 – 6 | 1 – 1 | 1 – 3 | 1 – 4 | 1 – 0 | 0 – 1 | 1 – 5 | 1 – 4 | 0 – 4 | 3 – 4  | 1 – 1 |
| SC Enschede     | 2 – 2 | 2 – 4 | 1 – 1 | 2 – 1 | 4 – 0 | 3 – 4 |       | 4 – 3 | 4 – 0 | 0 – 1 | 3 – 1 | 4 – 3 | 1 – 6 | 2 – 2 | 6 – 1 | 2 – 1 | 1 – 1  | 2 – 1 |
| Feijenoord      | 0 – 3 | 2 – 2 | 1 – 1 | 1 – 1 | 1 – 1 | 2 – 0 | 4 – 3 |       | 6 – 1 | 5 – 1 | 1 – 3 | 2 – 4 | 2 – 0 | 6 – 1 | 3 – 1 | 2 – 0 | 11 – 4 | 0 – 1 |
| De Graafschap   | 0 – 1 | 1 – 3 | 0 – 2 | 3 – 1 | 2 – 0 | 1 – 0 | 0 – 2 | 3 – 5 |       | 0 – 0 | 1 – 3 | 2 – 1 | 1 – 1 | 3 – 0 | 3 – 3 | 1 – 1 | 3 – 2  | 2 – 2 |
| GVAV            | 4 – 1 | 1 – 5 | 3 – 2 | 1 – 3 | 0 – 3 | 9 – 0 | 3 – 1 | 5 – 4 | 3 – 0 |       | 2 – 2 | 2 – 3 | 0 – 3 | 3 – 0 | 3 – 1 | 1 – 0 | 3 – 0  | 0 – 1 |
| MVV             | 5 – 1 | 0 – 1 | 4 – 0 | 2 – 1 | 1 – 3 | 1 – 0 | 1 – 2 | 2 – 1 | 3 – 1 | 1 – 1 |       | 0 – 0 | 0 – 3 | 2 – 0 | 2 – 3 | 3 – 0 | 7 – 1  | 3 – 1 |
| PSV             | 4 – 3 | 1 – 0 | 6 – 2 | 5 – 0 | 4 – 1 | 4 – 0 | 1 – 5 | 3 – 2 | 3 – 0 | 2 – 2 | 3 – 0 |       | 4 – 1 | 4 – 1 | 5 – 0 | 3 – 1 | 5 – 2  | 1 – 2 |
| Rapid JC        | 6 – 0 | 2 – 1 | 1 – 3 | 4 – 1 | 2 – 1 | 2 – 1 | 3 – 3 | 4 – 1 | 6 – 1 | 4 – 1 | 2 – 2 | 5 – 3 |       | 0 – 0 | 4 – 2 | 2 – 2 | 3 – 0  | 5 – 2 |
| SHS             | 1 – 0 | 1 – 5 | 0 – 1 | 5 – 0 | 2 – 3 | 6 – 1 | 1 – 3 | 1 – 1 | 1 – 3 | 4 – 1 | 1 – 2 | 1 – 2 | 2 – 1 |       | 4 – 3 | 2 – 2 | 1 – 0  | 3 – 6 |
| Sittardia       | 0 – 0 | 1 – 3 | 3 – 2 | 3 – 1 | 1 – 1 | 2 – 2 | 1 – 2 | 2 – 4 | 2 – 2 | 3 – 2 | 0 – 4 | 2 – 2 | 3 – 2 | 0 – 0 |       | 4 – 3 | 3 – 2  | 1 – 0 |
| SVV             | 0 – 1 | 2 – 1 | 2 – 7 | 2 – 0 | 4 – 2 | 4 – 0 | 2 – 3 | 1 – 4 | 1 – 1 | 3 – 3 | 2 – 1 | 0 – 1 | 1 – 1 | 0 – 1 | 4 – 2 |       | 3 – 1  | 0 – 2 |
| De Volewijckers | 2 – 1 | 1 – 2 | 3 – 2 | 1 – 3 | 0 – 4 | 2 – 1 | 1 – 6 | 2 – 5 | 3 – 3 | 1 – 1 | 0 – 3 | 0 – 6 | 2 – 6 | 2 – 5 | 4 – 5 | 2 – 6 |        | 0 – 4 |
| Willem II       | 2 – 1 | 2 – 1 | 2 – 0 | 1 – 1 | 0 – 1 | 3 – 1 | 5 – 3 | 1 – 2 | 1 – 1 | 3 – 4 | 3 – 3 | 2 – 4 | 0 – 3 | 4 – 1 | 0 – 3 | 2 – 1 | 3 – 0  |       |

- SHS–Elinkwijk 11 minuten voor tijd gestaakt op 15 april 1956. Restant uitgespeeld te Utrecht op 30 mei 1956.

### Topscorers
| #  | Naam            | Club               | Goal |
| -- | --------------- | ------------------ | ---- |
| 1. | Coen Dillen     | PSV                | 34   |
| 1. | Henk Schouten   | Feijenoord         | 34   |
| 3. | Wim de Jongh    | Elinkwijk          | 30   |
| 4. | Noud van Melis  | Rapid JC           | 25   |
| 4. | Abe Lenstra     | Sportclub Enschede | 25   |
| 6. | Jan van Roessel | Willem II          | 24   |
| 6. | Hennie Oonk     | Sportclub Enschede | 24   |
| 8. | Henk Könemann   | SVV                | 23   |
| 9. | Harie Ehlen     | Sittardia          | 22   |
| 9. | Piet Fransen    | PSV                | 22   |

## Kampioenscompetitie

### Eindstand
| pos | club      | gs | w | g | v | pnt | dv | dt | ds |
| --- | --------- | -- | - | - | - | --- | -- | -- | -- |
| 1.  | Rapid JC  | 6  | 4 | 0 | 2 | 8   | 13 | 7  | 6  |
| 2.  | NAC       | 6  | 4 | 0 | 2 | 8   | 13 | 11 | 2  |
| 3.  | Elinkwijk | 6  | 2 | 1 | 3 | 5   | 12 | 14 | -2 |
| 4.  | Sparta    | 6  | 1 | 1 | 4 | 3   | 7  | 13 | -6 |

Omdat Rapid JC en NAC hetzelfde puntenaantal hadden, moest een beslissingswedstrijd uitkomst bieden.

Deze werd in De Vliert gespeeld, en Rapid JC won met 3–0.

### Legenda
| Kleur | Kwalificatie voor          |
| ----- | -------------------------- |
|       | Landskampioen, Europacup I |

### Uitslagen
|           | ELI   | NAC   | RAP   | SPA   |
| --------- | ----- | ----- | ----- | ----- |
| Elinkwijk |       | 2 – 3 | 2 – 0 | 5 – 3 |
| NAC       | 5 – 2 |       | 0 – 1 | 2 – 0 |
| Rapid JC  | 3 – 1 | 5 – 1 |       | 3 – 1 |
| Sparta    | 0 – 0 | 1 – 2 | 2 – 1 |       |

## Eredivisie of Eerste divisie
De clubs die dit seizoen op de plaatsen 1 t/m 8 in beide Hoofdklasse-poules geëindigd zijn plaatsen zich in de nieuw gevormde Eredivisie voor het seizoen 1956/57 en de overige clubs gaan in de Eerste divisie spelen. Uitzonderingen hierop zijn GVAV en NOAD die beide als negende eindigden in hun Hoofdklasse poule. Deze clubs speelden met de drie kampioenen van de Eerste klasse om twee Eredivisieplaatsen.

### Nacompetitie Eredivisie
De nacompetitie voor de Eredivisie